# تیرداد یکم

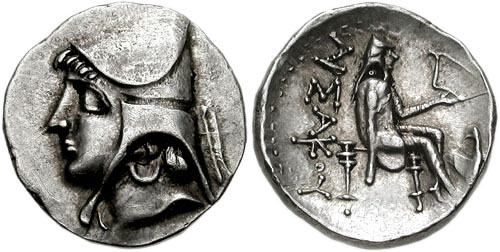
سکه دوران تیرداد یکم یا تیریداتس

تیرداد یکم یا تیریداتس (پارتی: 𐭕𐭉𐭓𐭉𐭃𐭕 (تیریدات)) یک نام ایرانی است که مورخ یونانی، آریان، در پارتیکای خود برادر ارشک یکم را با این نام یاد می‌کند. طبق نوشته آریان تیرداد پس از مرگ برادرش ارشک در سال ٢۴۶ پیش از میلاد، پادشاه دولت اشکانی می‌شود اما بنظر می‌رسد که گزارش آریان با حقایق تاریخی سازگار نیست و اکثر مورخان به این نتیجه رسیده اند که تیرداد یک شخصیت خیالی است و ارشک تا سال ٢١٧ پیش از میلاد با اقتدار در ایالت پارت سلطنت‌ کرد و سپس جای خود را به پسر خودش، ارشک دوم، داد. در اسناد و سفال‌نوشته‌های پارتی نسا نیز نامی از تیرداد نیامده است. اما به صورت غیر مستقیم به یک برادرزاده ناشناس ارشک، احتمالا فریاپت، اشاره شده است که خاندان اشکانی از نسل او ادامه میابد. احتمالا پدر فریاپت، همان تیرداد نوشته‌های آریان باشد که هیچوقت پادشاهی نکرده است اما احتمال دارد که شاهنشاهان بعدی اشکانی، که نوادگان وی می‌شوند، نام او را در فهرست شاهان اشکانی گنجانده باشند.
طبق گزارش آریان، تیرداد پس از کشته شدن برادرش ارشک، برای مدت کوتاهی در پارت، در خلال انحلال امپراتوری سلوکی در اثر حملات بطلمیوس سوم در سال ٢۴۶ قبل از میلاد و سالهای بعد، حفظ کرد. تیرداد در حدود سال ٢٣٨ پیش از میلاد توسط سلوکوس دوم شکست خورد و عقب رانده شد. اما هنگامی که سلوکوس با شورش برادرش آنتیوخوس هی‌یراکس مجبور به بازگشت به غرب شد، تیرداد بازگشت و یونانی ها را شکست داد و دوباره سلطنت‌ خود را پس گرفت و ٣٧ سال حکومت‌ کرد. تیریداد نام برادرش ارشک را به عنوان نام شاهی خود برگزید و پس از او سایر پادشاهان اشکانی نیز این رویه را ادامه دادند.